# 印第安納鎮區 (愛荷華州馬里昂縣)
印第安納鎮區（英語：Indiana Township）是位於美國愛荷華州馬里昂縣的一個行政鎮區。

## 地方資料
根據2010年美國人口普查的數據，印第安納鎮區的面積為103.67平方千米，當中陸地面積為103.65平方千米，而水域面積為0.02平方千米。當地共有人口726人，而人口密度為每平方千米7人。